# Bulbophyllum olivinum
Bulbophyllum olivinum är en orkidéart som beskrevs av Johannes Jacobus Smith. Bulbophyllum olivinum ingår i släktet Bulbophyllum och familjen orkidéer.

## Underarter
Arten delas in i följande underarter:
- B. o. linguiferum
- B. o. olivinum